# ミルテの花冠
『ミルテの花冠』（ミルテのはなかんむり、ドイツ語: Myrthen-Kränze）作品154は、ヨハン・シュトラウス2世が作曲したウィンナ・ワルツ。「花冠（かかん）」ではなく、花嫁がかぶる花のかんむりを示している。『ミルテの花束』とも。

## 楽曲解説

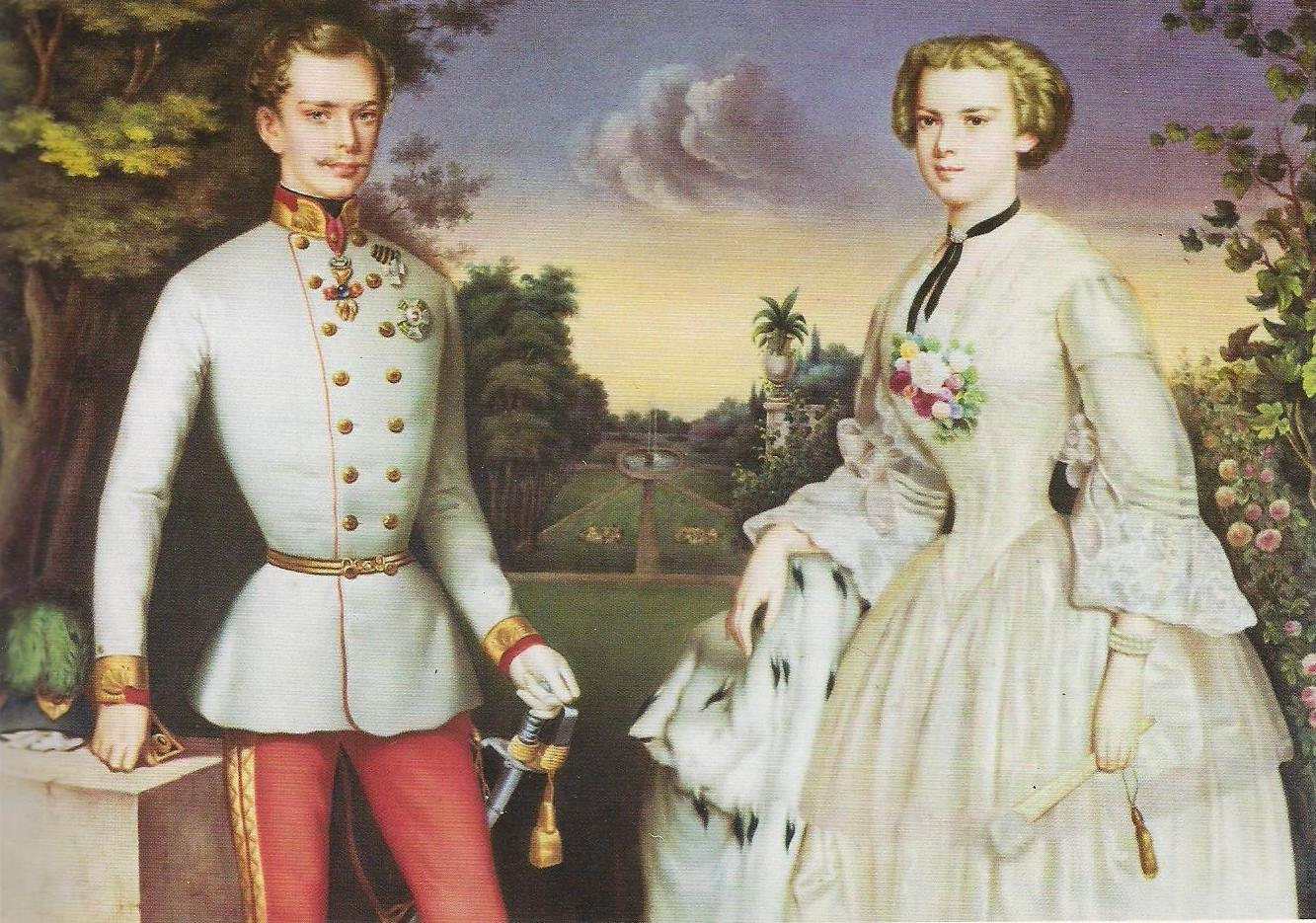
新婚の皇帝夫妻（1854年）

1854年4月24日、オーストリア皇帝フランツ・ヨーゼフ1世とバイエルン公女エリーザベトの結婚式が執り行われた。同月27日夜、ホーフブルク宮殿のヨーゼフ広場に面した宮廷舞踏場において、祝賀行事の一環として皇帝夫妻主催の大規模な舞踏会が開かれた。ヨハン・シュトラウス2世はこの舞踏会に指揮者として登場し、フランツ・ヨーゼフ1世への献呈という形で、皇后となったエリーザベトの名を冠した『エリーザベト・ワルツ』という新曲を披露した。皇帝夫妻の婚礼を祝う作品であったため、ハイドンの作曲したオーストリア帝国国歌『神よ、皇帝フランツを守り給え』が最初の部分に採り入れられている。
のちに『エリーザベト・ワルツ』から『ミルテの花冠』と改題された。ミルテは結婚式などの祝い事に飾られる花であり、時事色は薄められたものの婚礼をテーマとする楽曲であることは変わらなかった。

第1ワルツ